# Virginia Slims of Chicago 1983
Virginia Slims of Chicago 1983 — жіночий тенісний турнір, що проходив на закритих кортах з килимовим покриттям International Amphitheatre у Чикаго (США). Належав до Світової чемпіонської серії Вірджинії Слімс 1983. Відбувсь удванадцяте і тривав з 14 до 20 лютого 1983 року. Перша сіяна Мартіна Навратілова здобула титул в одиночному розряді й отримала за це 30 тис. доларів США.

## Фінальна частина

### Одиночний розряд
Мартіна Навратілова —  Андреа Джегер 6–3, 6–2
- Для Навратілової це був 3-й титул в одиночному розряді за сезон і 73-й — за кар'єру.

### Парний розряд
Мартіна Навратілова /  Пем Шрайвер —  Кеті Джордан /  Енн Сміт 6–1, 6–2
- Для Навратілової це був 6-й титул за сезон і 153-й — за кар'єру. Для Шрайвер це був 3-й титул за сезон і 37-й — за кар'єру.

## Розподіл призових грошей
| Дисципліна       | П       | F       | ПФ     | ЧФ     | 1/8    | 1/16   |
| Одиночний розряд | $30,000 | $15,000 | $7,350 | $3,600 | $1,900 | $1,100 |